# Enrique Molina (Radsportler)
Enrique Santiago Molina (* 25. Juli 1919; † 10. Mai 1998) war ein argentinischer Radrennfahrer.

## Sportliche Laufbahn
Molina war im Bahnradsport aktiv. Er war Teilnehmer der Olympischen Sommerspiele 1948 in London. In der Mannschaftsverfolgung konnte sich der argentinische Bahnvierer mit Roberto Guerrero, Julio Alba, Ambrosio Aimar und Enrique Molina nicht platzieren.